# Francesco Neri
Francesco Neri (Catanzaro, 21 dicembre 1959) è un arcivescovo cattolico italiano, dal 19 aprile 2023 arcivescovo di Otranto.

## Biografia

### Formazione e ministero sacerdotale
Nato il 21 dicembre 1959 a Catanzaro, capoluogo di provincia e sede arcivescovile, era fratello di mons. Antonio Neri (1961-2017), già sottosegretario della Congregazione del Clero dal 2011 alla morte.
Prima di intraprendere la vita religiosa ha conseguito la laurea in Giurisprudenza. Ha emesso la professione perpetua nell'Ordine dei frati minori cappuccini il 7 ottobre 1990 ed è stato ordinato sacerdote il 6 luglio 1991 compiendo gli studi teologici presso l'Istituto Teologico "Santa Fara" di Bari. Ha poi proseguito la sua formazione come allievo del Collegio dei proprio Ordine "San Lorenzo da Brindisi" in Roma conseguendo il Dottorato in teologia presso la Pontificia Università Gregoriana di Roma.
Nel corso della sua attività ha ricopre i seguenti incarichi:
- docente di Cristologia, Teologia trinitaria ed Antropologia teologica (1994-2023);
- maestro dello studentato teologico di Santa Fara in Bari (1995-2006);
- assistente della sezione dell'Unione giuristi cattolici italiani dell'arcidiocesi di Bari-Bitonto (1998-2006);
- vicario provinciale della provincia di Puglia dell'Ordine dei frati minori cappuccini (2003-2006);
- ministro provinciale della provincia di Puglia dell'Ordine dei frati minori cappuccini e presidente della CISM regionale (2006-2012);
- membro del Consiglio presbiterale dell'arcidiocesi di Bari-Bitonto (2007-2012);
- vicepreside della Facoltà teologica pugliese (2012-2018);
- direttore dell'Istituto Teologico Santa Fara in Bari (2015-2017);
- rettore del Collegio internazionale San Lorenzo da Brindisi in Roma (2017-2018).

Dal 2018 al 2023 è consigliere generale dell'Ordine dei frati minori cappuccini a Roma; è inoltre membro della Commissione mista Conferenza Episcopale Italiana - Vita consacrata, direttore della rivista Italia francescana della Conferenza italiana dei Ministri Provinciali dell'Ordine dei frati minori cappuccini ed assistente locale dell'Ordine francescano secolare e della Gioventù Francescana.

### Ministero episcopale
Il 19 aprile 2023 è nominato da papa Francesco arcivescovo di Otranto; succede a Donato Negro, dimessosi per raggiunti limiti di età. Il 17 giugno seguente ha ricevuto l'ordinazione episcopale, nella cattedrale di Otranto, dall'arcivescovo Donato Negro, suo predecessore, co-consacranti Angelo Raffaele Panzetta, arcivescovo di Crotone-Santa Severina e Giovanni Roncari, vescovo di Pitigliano-Sovana-Orbetello e di Grosseto. Durante la stessa celebrazione ha preso possesso dell'arcidiocesi.
È stato nominato dalla Conferenza Episcopale Pugliese presidente dell’istituto pastorale pugliese e presidente della commissione regionale per la dottrina della fede, l'annuncio e la catechesi. 
Dal 15 al 19 aprile 2024, insieme agli altri vescovi e arcivescovi della regione Puglia, si è recato a Roma per la sua prima visita ad limina apostolorum.
Dall’01 al 09 febbraio 2025 ha voluto che si tenesse nella sua Arcidiocesi la Missione Giovani portata avanti dal Pontificio Seminario Regionale “Pio XI” di Molfetta, dal titolo “Alzati! Ti chiama”, ospitando 68 seminaristi con i loro formatori. 

## Genealogia episcopale
La genealogia episcopale è:
- Cardinale Scipione Rebiba
- Cardinale Giulio Antonio Santori
- Cardinale Girolamo Bernerio, O.P.
- Arcivescovo Galeazzo Sanvitale
- Cardinale Ludovico Ludovisi
- Cardinale Luigi Caetani
- Cardinale Ulderico Carpegna
- Cardinale Paluzzo Paluzzi Altieri degli Albertoni
- Papa Benedetto XIII
- Papa Benedetto XIV
- Papa Clemente XIII
- Cardinale Marcantonio Colonna
- Cardinale Giacinto Sigismondo Gerdil, B.
- Cardinale Giulio Maria della Somaglia
- Cardinale Carlo Odescalchi, S.I.
- Cardinale Costantino Patrizi Naro
- Cardinale Lucido Maria Parocchi
- Papa Pio X
- Papa Benedetto XV
- Papa Pio XII
- Cardinale Carlo Confalonieri
- Cardinale Corrado Ursi
- Arcivescovo Cosmo Francesco Ruppi
- Arcivescovo Donato Negro
- Arcivescovo Francesco Neri, O.F.M.Cap.